# Aldo Resega
Arnaldo Resega, detto Aldo (Milano, 16 settembre 1896 – Milano, 18 dicembre 1943), è stato un militare e dirigente d'azienda italiano.
Fu commissario federale di Milano durante la Repubblica Sociale Italiana.

## Biografia
Partecipò come volontario alla prima guerra mondiale, inizialmente come militare di truppa, raggiungendo il grado di tenente di fanteria e durante la battaglia di Caporetto fu decorato con la medaglia d'argento al valor militare. Quando furono costituiti i reparti degli Arditi divenne comandante del Reparto d'Assalto del 121º Reggimento Fanteria, e nell'ultima offensiva del 1918 contro l'esercito austro-ungarico, alla guida dei Caimani del Piave fu il primo ufficiale a raggiungere la riva opposta del Piave. Al termine della guerra Resega era stato decorato con due medaglie d'argento al valor militare, due medaglie di bronzo e una croce di guerra.

### Nel fascismo
Iscritto al PNF nel 1921, comandò una Squadra d'Azione milanese e prese parte alla marcia su Roma, arruolandosi nella Milizia Volontaria per la Sicurezza Nazionale fin dalla fondazione come ufficiale nei quadri.
Nel 1935 da volontario prese parte alla guerra d'Etiopia sul fronte somalo come comandante di una compagnia del CCXX Battaglione "Arditi d'Italia" della 220ª Legione CC.NN., inquadrato nella 6ª Divisione CC.NN. "Tevere". Dirigente industriale nella vita civile, fu componente del direttorio del Fascio di Milano e comandante della sezione milanese della Federazione Nazionale Arditi d'Italia e del XXIV Battalione CC.NN. d'Assalto, con il quale, allo scoppio della seconda guerra mondiale prese parte alle operazioni contro la Francia nel 1940 inquadrato nella 6ª Divisione di Fanteria "Cuneo". Nel 1941, nuovamente mobilitato (a domanda), partecipò alle operazioni sul fronte greco-albanese, in Croazia e in Dalmazia con il Battaglione CC.NN. Squadristi "Milano", da lui comandato, raggiungendo il grado di Primo Seniore (equivalente a tenente colonnello).
Invalido di guerra e cinque volte decorato al valore militare il 5 giugno 1943 fu nominato ispettore federale del PNF a Milano.

### Nella RSI
Dopo la caduta di Benito Mussolini e l'8 settembre, il 13 settembre 1943, ricostituì la sezione milanese del PNF, ricoprendo quindi la carica di commissario federale milanese del Partito Fascista Repubblicano nella Repubblica Sociale Italiana (RSI). Il figlio Gianfranco, già volontario e decorato al valore in Albania, entrò invece come ufficiale nella Guardia Nazionale Repubblicana.
Secondo Giorgio Pisanò, Aldo Resega nei tre mesi in cui fu capo del fascismo milanese si impegnò per mantenere uno stato di relativa normalità nella popolazione cittadina, bloccando gli eccessi degli squadristi. Quando il 7 novembre i partigiani misero in atto una serie di attentati contro militari fascisti e tedeschi, Resega intervenne da una parte presso il comando tedesco per impedire la rappresaglia che stava per esser compiuta (dieci civili fucilati per ogni tedesco morto) e dall'altra tenendo a freno i propri uomini, intenzionati ad arrestare centinaia di persone.
Secondo Carlo Silvestri, giornalista vicino a Mussolini:
(Carlo Silvestri)

#### L'attentato e la morte
Secondo alcuni autori, l'atteggiamento moderato di Resega lo rese agli occhi dei partigiani gappisti un obiettivo privilegiato al fine di innescare nel capoluogo la guerra civile. L'azione non sembrava presentare eccessiva difficoltà. Resega abitava con la sua famiglia in via Bronzetti, nei pressi di Porta Vittoria. Trascorreva la mattinata nell'industria di cui era direttore e si recava nel pomeriggio in federazione. Quattro volte al giorno, con puntuale regolarità, usciva o rientrava nella sua abitazione. Non era scortato; non portava armi. Vestiva sempre in borghese ed effettuava i suoi spostamenti in città usando sempre il tram.
Aldo Resega divenne quindi l'obiettivo del 17º Distaccamento "Gramsci" dei Gruppi di Azione Patriottica, che operava a Milano guidato da Egisto Rubini. Il 18 dicembre 1943 quattro gappisti,  Carlo Camesasca, detto "Il Barbisun", Renato Sgobero, detto "Lupo Mannaro", Vito Antonio La Fratta, detto "Totò" e Validio Mantovani, detto "Momi", uccisero Aldo Resega all'angolo tra via Bronzetti e corso XXII Marzo, riuscendo poi a fuggire in bicicletta.
Il 20 dicembre, presso piazza del Duomo, anche il corteo funebre fu attaccato dai partigiani della squadra guidata da Sergio Bassi, che spararono sulla folla intervenuta. Aldo Resega lasciò scritto il proprio testamento spirituale:
(Aldo Resega nel suo testamento spirituale)

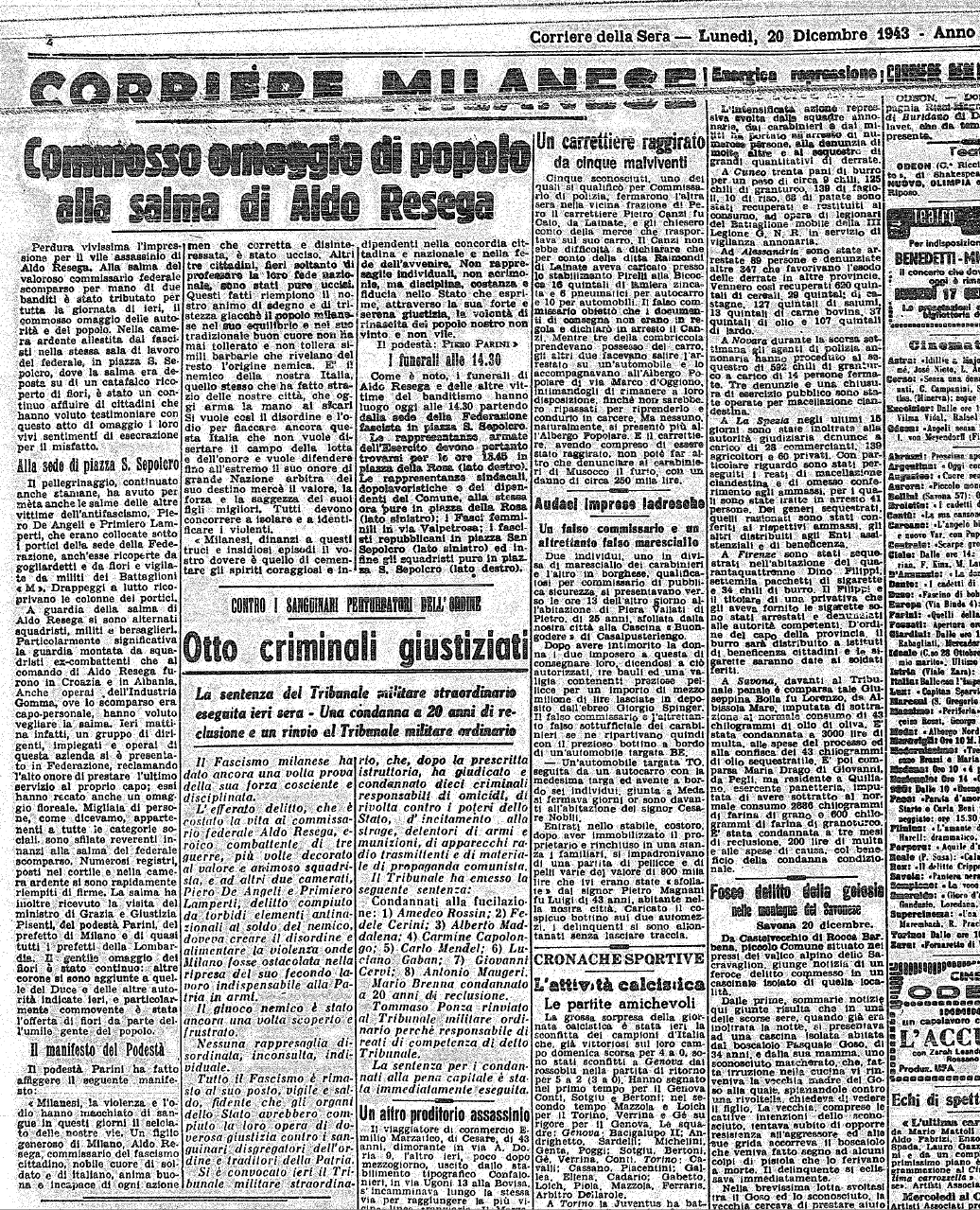
Corriere della Sera del 20 dicembre 1943

Nonostante il desiderio di Resega di non procedere a rappresaglie il 19 dicembre, prima del corteo funebre, furono fucilati otto antifascisti presso l'Arena Civica, del tutto estranei all'omicidio.
Su ordine del ministro dell'interno della RSI Guido Buffarini Guidi e del capo della Provincia Oscar Uccelli il generale Solinas costituì un Tribunale militare straordinario che condannò a morte con un giudizio sommario otto partigiani arrestati nel novembre del 1943 detenuti a San Vittore: Carmine Campolongo, Fedele Cerini, Giovanni Cervi, Luciano Gaban, Alberto Maddalena, Carlo Mendel, Giuseppe Ottolenghi (detenuto sotto il falso nome di Antonio Maugeri), Amedeo Rossin.
Il Corriere della Sera del 20 dicembre dette notizia dell'omaggio alla salma di Resega e accanto degli "Otto criminali giustiziati" sostenendo che la condanna a morte non era una rappresaglia dell'attentato ma un semplice processo.
Con il nome di Aldo Resega fu poi chiamata l'VIII Brigata Nera, che durante la guerra pubblicò anche un settimanale, e un battaglione della Legione Autonoma Mobile Ettore Muti.